# 西藏鹅观草
西藏鹅观草（学名：Roegneria tibetica）为禾本科鹅观草属下的一个种。

## 扩展阅读
- 維基物種上的相關：西藏鹅观草